# Грейс Хоппер (подводный кабель связи)
«Грейс Хоппер» (англ. Grace Hopper) — это частный трансатлантический подводный коммуникационный кабель, который соединит Соединённые Штаты Америки (Нью-Йорк) с городом Буде в Великобритании и Бильбао Испании. Компания Google объявила об этом в 2020 году, и он должен быть запущен в 2022 году.

## История
В июле 2020 года Google объявила, что будет инвестировать в новый частный подводный кабель — Grace Hopper — свой четвёртый частный подводный кабель после Curie (строительство которого было завершено в 2019 году), Dunant и Equiano. Кабель Грейс Хоппер, который свяжет Америку с Великобританией и Испанией, был назван в честь американской учёной-новатора Грейс Брюстер Мюррей Хоппер, которая была известна разработкой раннего компилятора, сыгравшего важную роль в разработке первого высокоуровневого языка программирования — КОБОЛ. В Google заявили, что «рады почтить наследие инноваций Грейс Хоппер, инвестируя в будущее трансатлантических коммуникаций с помощью современного оптоволоконного кабеля».
Компания Google заявила, что кабель обеспечит лучшую устойчивость ее сети и станет первой инвестицией в частный подводный кабельный маршрут в Великобританию и первый маршрут в Испанию. Кабель, который должен был быть запущен в 2022 году, позволит более тесно интегрировать новый регион Google Cloud в Мадриде в глобальную инфраструктуру Google. Джейн Стоуэлл из Google также заявила, что ещё одним мотивом для инвестиций является то, что многие из существующих трансатлантических кабелей устаревают и нуждаются в модернизации. «Нам необходимо иметь возможность проактивно управлять доступностью емкости, качеством, задержкой, маршрутизацией, технологиями и масштабируемостью нашей сети, чтобы обеспечить постоянную, бесперебойную и высококачественную сеть для таких сервисов Google, как Meet, Gmail и Google Cloud», — сказала она. Аналитики телекоммуникационной отрасли говорят, что основные цели инвестиций Google в подводные кабели, такие как Grace Hopper, двояки: поддержка и контроль качества обслуживания и снижение затрат.

## Технические характеристики
Кабель Grace Hopper состоит из 16 пар волокон (32 волокна) по 22 Тбит/с каждая (всего 352 Тбит/с) и оптической коммутации, что повысит его надежность, а также позволит Google более легко перемещать трафик во время сбоев. Эта технология была разработана в сотрудничестве с SubCom, бывшей компанией TE Connectivity, которая будет строить кабель и которая также работала с Google над кабелями Dunant и Curie.
Канатная трасса будет состоять из участка протяженностью 6 250 км от Нью-Йорка до залива Уайдмут, Корнуолл  и маршрута протяженностью 6 300 км между Нью-Йорком и Бильбао.
Благодаря работам, проводимым Telxius, кабель приземлился в Сопелане (недалеко от Бильбао) 10 сентября 2021 года. Позже он приземлился возле GCHQ Bude 14 сентября 2021 года, причем место было выбрано как «идеальное, красивое», охраняемый пляж и прилегающая к нему масса необходимой наземной инфраструктуры».